# Cuthona antarctica
Cuthona antarctica is een slakkensoort uit de familie van de Cuthonidae. De wetenschappelijke naam van de soort is voor het eerst geldig gepubliceerd in 1886 door Pfeffer.